# Gan HaMelakh Dawid
Gan HaMelakh Dawid (hebreiska: גן המלך דוד) är en park i Israel.   Den ligger i distriktet Tel Aviv-distriktet, i den norra delen av landet. Gan HaMelakh Dawid ligger 28 meter över havet.
Terrängen runt Gan HaMelakh Dawid är platt. Havet är nära Gan HaMelakh Dawid åt nordväst.Runt Gan HaMelakh Dawid är det mycket tätbefolkat, med 4 670 invånare per kvadratkilometer. Närmaste större samhälle är Ramat Gan, 0,51 km sydväst om Gan HaMelakh Dawid. Runt Gan HaMelakh Dawid är det i huvudsak tätbebyggt.